# Donkeyboy
Donkeyboy é uma banda de pop norueguesa de Drammen formada em 2005. A banda de consiste de Cato Sundberg nos vocais e na guitarra rítmica, Kent Sundberg no vocal de apoio e no sintetizador, Peter Michelsen na guitarra e nos vocal de apoio, Thomas Drabløs na bateria e Alexander Garborg Ågedal no baixo elétrico.